# Prava krkavina
Pasjakovina (obična krkavina, pasja krkavina, trnovita krkavina, pasji trn, }}lat.|Rhamnus cathartica}}) je biljka iz porodice pasjakovki (Rhamnaceae). Udomaćena je u Euraziji i Sjevernoj Africi, dok je u Sjevernu Ameriku unešena, te se tamo smatra invazivnom vrstom. Nekada se koristila kao ljekovita biljka, danas je njena uporaba većinom napuštena. Narod je pozna pod imenima bijela pasjakovina, kozja črešnja, krkavina obična, metuljeve jagode, pasdren, pasdrijen, pasja drenjina, pasje drvo, pasji dren i psikovina.

## Opis
Slično kao i žestika i ona je grm koji voli suha i sunačana mjesta u svjetlim šumama. Plod joj je bobica crne boje gorkog okusa, od kojih se izrađuje sirup, ali njihovo prekomjerno konzumiranje može izazvati povraćanjsa i proljeve. Koriste se bobicwe i korom (danas rjeđe kod tzravara). Razne pasjakovine su općenito poznate po svom purgativnom djelovanju pa se mnogo koriste u službenoj medicini.

## Sinonim
- Cervispina cathartica (L.) Moench

- grm
- plod
- kora
- pupovi
- list